# Tafese Tesfaye
Tesfaye Tafese (n. 10 de junio de 1986) es un futbolista etíope que actualmente juega para el Al-Tilal SC de la Liga Yemení de fútbol.

## Carrera
Tafase marcó un gol en la jornada inaugural de la Copa AFC del 2011, en partido jugado contra el  DempoSC de la  I-League, lo que finalmente no sirvió, pues su equipo perdió por 2-1.

## Carrera internacional
Tafase representó a Etiopía en 11 ocasiones, anotando en 3 ocasiones, incluyendo un gol frente a Ruanda durante un partido calificatorio para la Copa Mundial de Fútbol 2010.

## Trayectoria
| Club             | País    | Año         |
| ---------------- | ------- | ----------- |
| EEPCO FC         | Etiopía | 2004 - 2005 |
| Ethiopian Coffee | Etiopía | 2005 - 2010 |
| Al-Tilal SC      | Yemen   | 2010 -      |